# Zone militaire 7 (Sénégal)
La Zone militaire 7 est une des zones militaires des forces armées du Sénégal. Elle englobe la région de Thiès.

## Organisation
La ville de Thiès concentre la majorité des écoles militaires et des réserves militaires du Sénégal (blindés et parachutistes). L'autre pôle de la zone militaire est Diourbel.

## Historique
Elle a été créée en 1997 sous l'autorité du général Lamine Cissé, chef d'état-major général des armées.

### Commandants de Zone Militaire 7
- Colonel Abdoulaye Dieng de 1997 à 2000
- Colonel Kémo Cissé de 2000 à 2002
- Colonel Abdou Selly Niane de 2002 à 2003
- Colonel Mayell Mbaye de 2003 à 2005
- Colonel Alioune Ndoye de 2005 à 2007
- Colonel Edouard Mbengue de 2007 à 2010